# Wolfgang Mager (Historiker)
Wolfgang Mager (* 12. Oktober 1932 in Rheydt) ist ein deutscher Historiker. Er war Professor für Geschichte der Frühen Neuzeit an der Universität Bielefeld.

## Leben
Wolfgang Mager wurde als Sohn des Studienrats Severin Mager und dessen Frau Gertrud, geb. Trippel, in Rheydt geboren. Nach dem Besuch der Volksschule in Rheydt-Odenkirchen und dem Abitur am dortigen Gymnasium im Februar 1951 studierte Mager Romanische Philologie, Geschichte, Politik, Philosophie und Pädagogik an der Universität zu Köln, der École Normale Supérieur in Paris sowie am Bologna Center der School of Advanced Studies der Johns Hopkins University. Im Sommersemester 1957 legte Mager in Köln das Staatsexamen für das höhere Lehramt in Geschichte und Französisch ab. Danach war er wissenschaftlicher Mitarbeiter der Deutschen Gesellschaft für Amerikastudien und anschließend am Romanischen Seminar der Universität Köln. Im Februar 1962 wurde er bei Fritz Schalk in Köln mit einer Arbeit über Benedetto Croces literarisches und politisches Interesse an der Geschichte zum Dr. phil. promoviert. Anschließend war Mager wissenschaftlicher Assistent am Historischen Seminar (Abteilung für Neuere Geschichte) an der Universität Tübingen, wo er sich 1970 mit einer Studie über Die neue Verfassungsdoktrin der französischen Parlamente. Der Kirchenkampf und die Krise des Königtums 1749–1756 habilitierte. Seine Tübinger Antrittsvorlesung im Rahmen des Habilitationsverfahrens hielt er am 22. Januar 1971 über Das Problem der landständischen Verfassungen auf dem Wiener Kongress 1814/15. Nach Gründung der Universität Bielefeld wurde Mager als Professor auf den dortigen Lehrstuhl für Geschichte der Frühen Neuzeit berufen.
Mager war Mitglied der Vereinigung für Verfassungsgeschichte. Zudem hatte er seit 1981 eine ordentliche Mitgliedschaft in der Historischen Kommission für Westfalen inne, die 2006 in eine korrespondierende Mitgliedschaft umgewandelt wurde.

## Schriften (Auswahl)
- Benedetto Croces literarisches und politisches Interesse an der Geschichte. Böhlau, Köln 1965, OCLC 185429161 (Zugl.: Köln, Univ., Diss., 1962).
- Zur Entstehung des modernen Staatsbegriffs. Verlag der Akademie der Wissenschaften und der Literatur – Wiesbaden, F. Steiner in Kommission, Mainz 1968, OCLC 899024560.
- Die neue Verfassungsdoktrin der französischen Parlamente. Der Kirchenkampf und die Krise des Königtums 1749–1756. (Zugl.: Tübingen, Univ., Habil.-Schr., 1970).
- Frankreich vom Ancien Régime zur Moderne. Wirtschafts-, Gesellschafts- und politische Institutionengeschichte 1630–1830. Kohlhammer, Stuttgart 1980, ISBN 3-17-004695-0.
- (Hrsg.): Geschichte der Stadt Spenge. K. Ramm, Spenge 1984, ISBN 3-921917-99-9.
- mit Dietrich Ebeling (Hrsg.): Protoindustrie in der Region. Europäische Gewerbelandschaften vom 16. bis zum 19. Jahrhundert. Verlag für Regionalgeschichte, Bielefeld 1997, ISBN 3-89534-177-0.
- mit Petra Möller unter Mitarb. von Jürgen Jablinski nach Vorarbeiten von Franz Herberhold (Bearb.): Das Urbar der Grafschaft Ravensberg von 1556. Teil 3: Ergänzende Quellen zur Landes- und Grundherrschaft in Ravensberg (1535–1559). Aschendorff, Münster 1997, ISBN 3-402-06814-1.